# Trachyphloeus seidlitzi
Trachyphloeus seidlitzi är en skalbaggsart som beskrevs av Seidlitz, G. 1868. Trachyphloeus seidlitzi ingår i släktet Trachyphloeus, och familjen vivlar. Inga underarter finns listade i Catalogue of Life.